# Дрезднер (женский волейбольный клуб)
«Дрезднер» (нем. «Dresdner») — немецкая женская волейбольная команда из Дрездена. Входит в структуру спортивного клуба «Дрезднер».

## Достижения
- 6-кратный чемпион Германии — 1999, 2007, 2014, 2015, 2016, 2021;
  - 6-кратный серебряный (2002, 2008, 2011, 2012, 2013, 2025) и 7-кратный бронзовый (2005, 2006, 2009, 2017, 2018, 2022, 2024) призёр чемпионатов Германии.
- 7-кратный победитель розыгрышей Кубка Германии — 1999, 2002, 2010, 2016, 2018, 2021, 2025;
  - 3-кратный серебряный призёр Кубка Германии — 2007, 2009, 2022.
- двукратный обладатель Суперкубка Германии — 2001, 2021.
- победитель розыгрыша Кубка вызова ЕКВ 2010;
  - бронзовый призёр Кубка вызова ЕКВ 2008.

## История

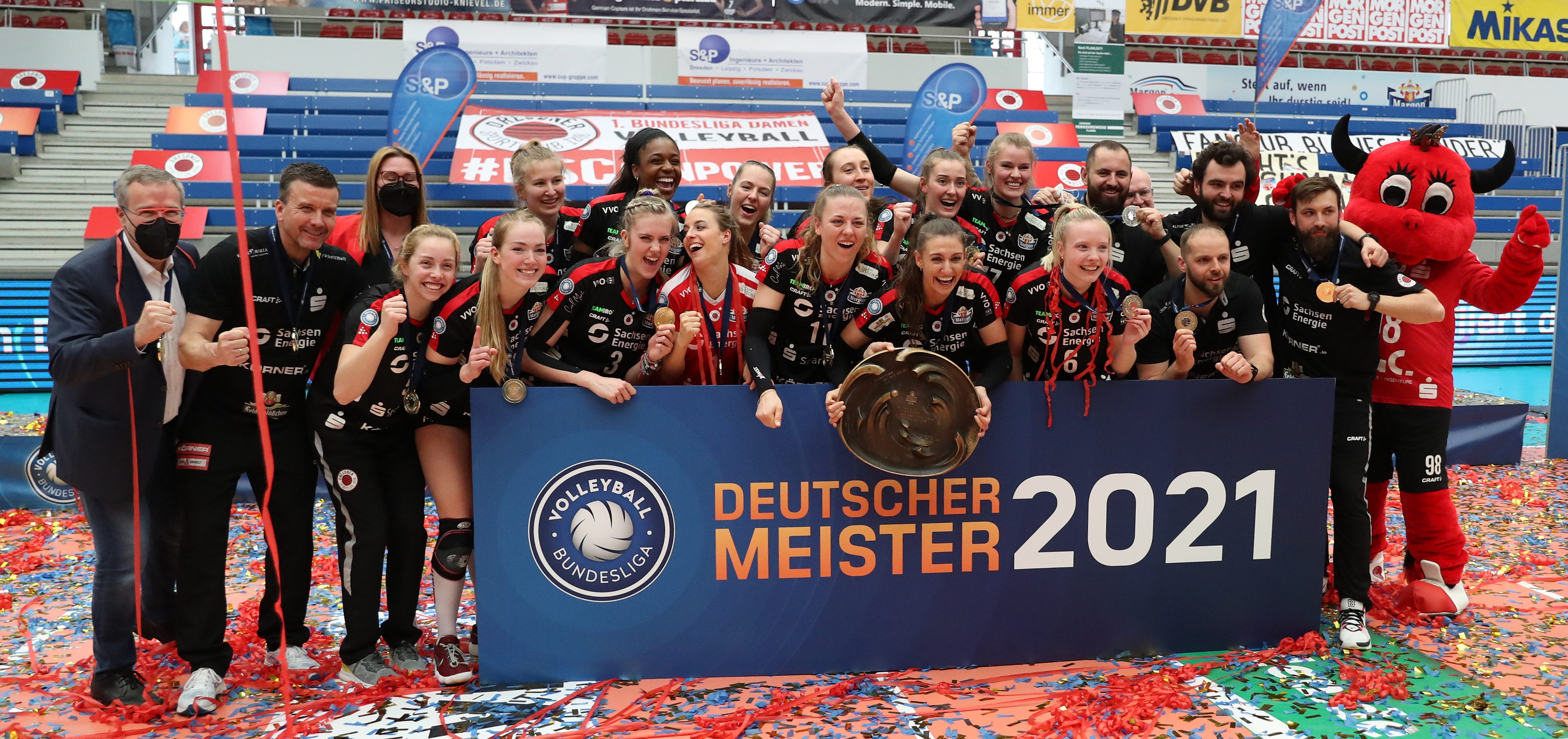
«Дрезднер» — чемпион Германии 2021

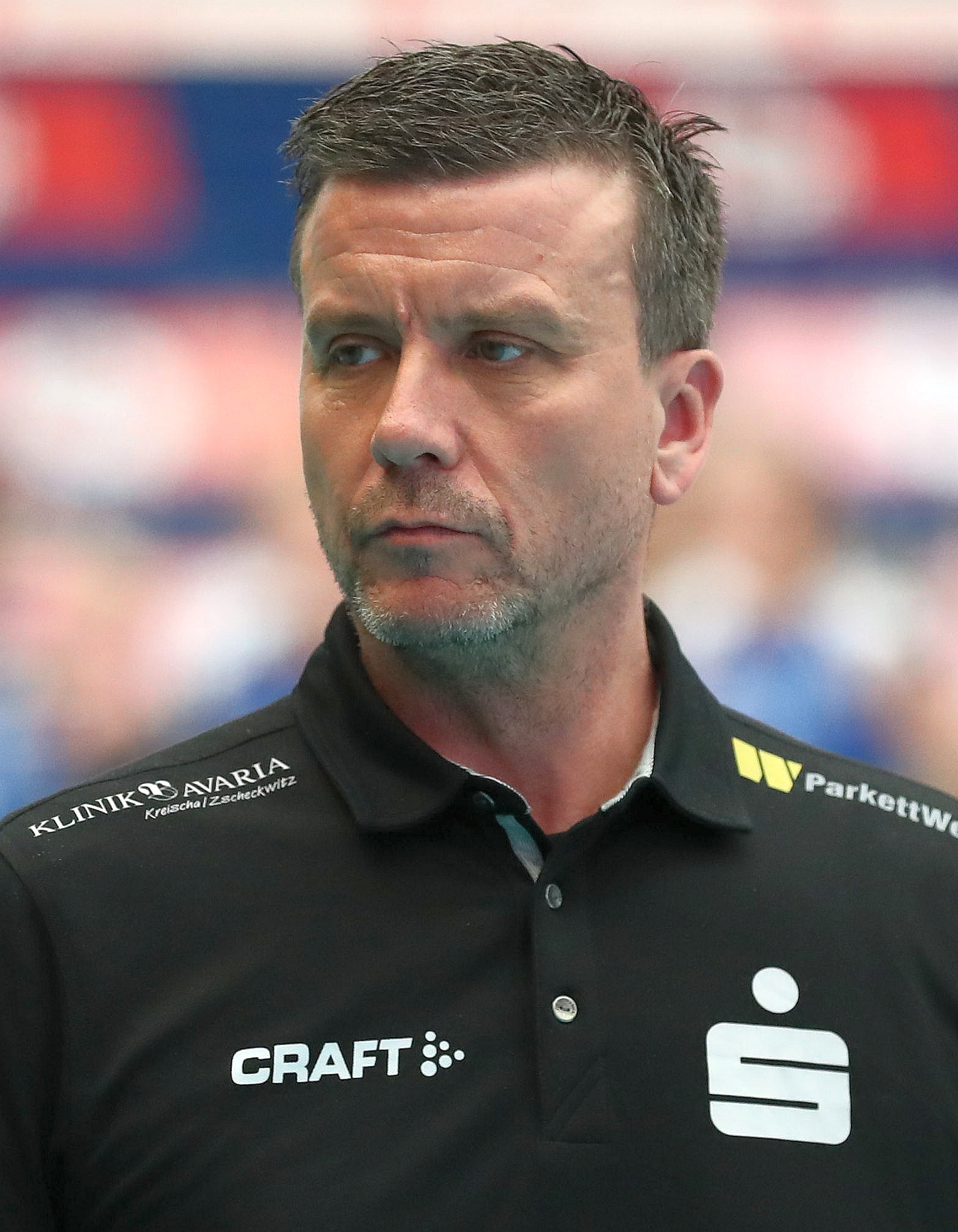
Александер Вайбль

Женская волейбольная команда «Дрезднер» была образована в 1990 году при спортивном клубе «Дрезднер». Играла во 2-й бундеслиге чемпионата Германии, а в 1997, заняв 1-е место в дивизионе «Юг», вышла в 1-ю бундеслигу. Дебютный сезон среди сильнейших команд страны дрезденские волейболистки завершили на 8-м месте, а в 1999 неожиданно сделали «золотой» дубль, выиграв чемпионат и Кубок Германии. Это позволило «Дрезднеру» стартовать в Кубке европейских чемпионов 1999/2000, но выступление в главном клубном турнире континента вышло неудачным — 6-е место среди 8 команд своей группы предварительного этапа и завершение борьбы за почётный трофей.
Следующее восхождение команды на призовой пьедестал национального чемпионата произошло в 2002 («серебро»), а с 2005 года «Дрезднер» практически неизменно выигрывает медали по итогам чемпионатов Германии (кроме 2010 и 2019, не считая незаконченного первенства 2020), в том числе золотые в 2007, 2014—2016 и 2021. Также с 2002 команда из Дрездена 6 раз становилась обладателем Кубка страны.
На европейской клубной арене на счету «Дрезднера» победа в Кубка вызова ЕКВ 2010 года. «Финал четырёх» розыгрыша проходил в Дрездене и в финале хозяйки игровой арены победили бельгийский «Астерикс» 3:1. Кроме этого, в 2008 дрезденские волейболистки выиграли «бронзу» Кубка вызова ЕКВ.
С 2009 года главным тренером команды неизменно является Александер Вайбль, под руководством которого «Дрезднер» по 4 раза выигрывал чемпионат и Кубок Германии и стал обладателем Кубка вызова ЕКВ,

## Спортивный клуб «Дрезднер»
«Дрезднер» — мультиспортивный клуб из Дрездена, включающий отделения по волейболу, футболу, лёгкой атлетике, прыжкам в воду, тяжёлой атлетике, велоспорту, гимнастике и акробатике, бобслею и скелетону. Основан в 1898 году.
- Президент клуба — Бирке Трёгер.

## Арена

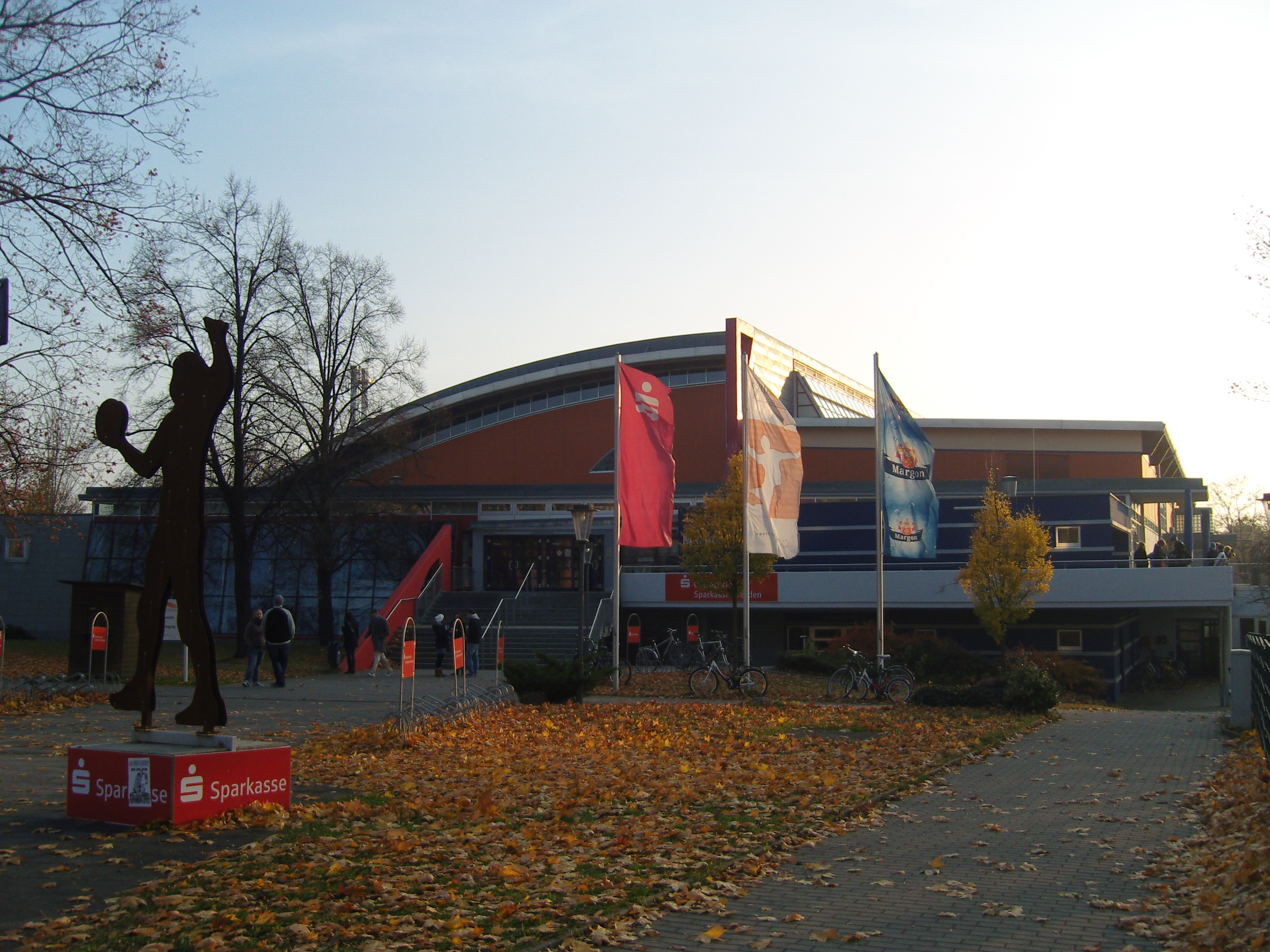
Margon Arena

Домашние матчи «Дрезднер» проводит в многофункциональном спортивном зале «Margon Arena». Открыт в 1998 году. С 2007 носит нынешнее название в честь основного спонсора — компании «Margon Brunnen GmbH». Вместимость зрительских трибун — 3000 зрителей. Служит домашней ареной также для баскетбольной команды "Дрезден Титанс" и для проведения концертов и прочих культурных мероприятий.

## Сезон 2024—2025

### Переходы
Пришли: П.Нестлер («Роте-Рабен»), В.Демидова («Бешикташ», Турция), Ю.Ленгвайлер («Пэ д’Э Венель», Франция), Э.Заткович («Альбезе», Италия), С.Купарисси (ПАОК, Греция), М.Левинска («ПТТ Спор», Турция), Э.Клотье («Пинкин де Коросаль», Пуэрто-Рико), Л.Лорбер-Фийок («Тирас», Греция).
Ушли: П.Тиммер, Э.Яспер, Дж.Яниска, М.Грбавица, Ф.Бонстра, Л.Бергер, Г.Фролинг, Т.Джиммерсон, А.Егдич, Ж.Фидон-Леблё.

### Состав
| №  | Имя, фамилия        | Год рождения | Рост | Амплуа      | Гражданство |
| -- | ------------------- | ------------ | ---- | ----------- | ----------- |
| 1  | Патрисия Нестлер    | 2001         | 170  | либеро      | Германия    |
| 2  | Лариса Винтер       | 2004         | 180  | связующая   | Германия    |
| 4  | Натали Лемменс      | 1995         | 193  | центральная | Бельгия     |
| 5  | Лотте Гёрц          | 2005         | 175  | либеро      | Германия    |
| 6  | Виктория Демидова   | 2005         | 190  | нападающая  | Россия      |
| 7  | Юли Ленгвайлер      | 1998         | 186  | нападающая  | Швейцария   |
| 8  | Эва Заткович        | 2001         | 192  | нападающая  | Словения    |
| 9  | Лена Линке          | 2003         | 195  | центральная | Германия    |
| 13 | Стаматия Купарисси  | 2002         | 184  | нападающая  | Греция      |
| 15 | Марта Левинска      | 2001         | 188  | нападающая  | Латвия      |
| 16 | Эмма Клотье         | 2001         | 188  | центральная | США         |
| 17 | Лорена Лорбер-Фийок | 2003         | 175  | нападающая  | Словения    |
| 18 | Сара Штраубе        | 2002         | 185  | связующая   | Германия    |

- Главный тренер — Александер Вайбль.
- Тренеры —  Радослав Вудзиньский,  Лукаш Марциняк.